# تپه قزلجه
تپه قزلجه مربوط به سده‌های اولیه و میانه دوران‌های تاریخی پس از اسلام است و در شهرستان کبودر آهنگ، بخش مرکزی، دهستان حاجیلو، چسبیده به ضلع شمالی روستای قزلجه واقع شده و این اثر در تاریخ ۳۰ بهمن ۱۳۸۶ با شمارهٔ ثبت ۲۱۱۹۸ به‌عنوان یکی از آثار ملی ایران به ثبت رسیده است.